# Miedź rodzima

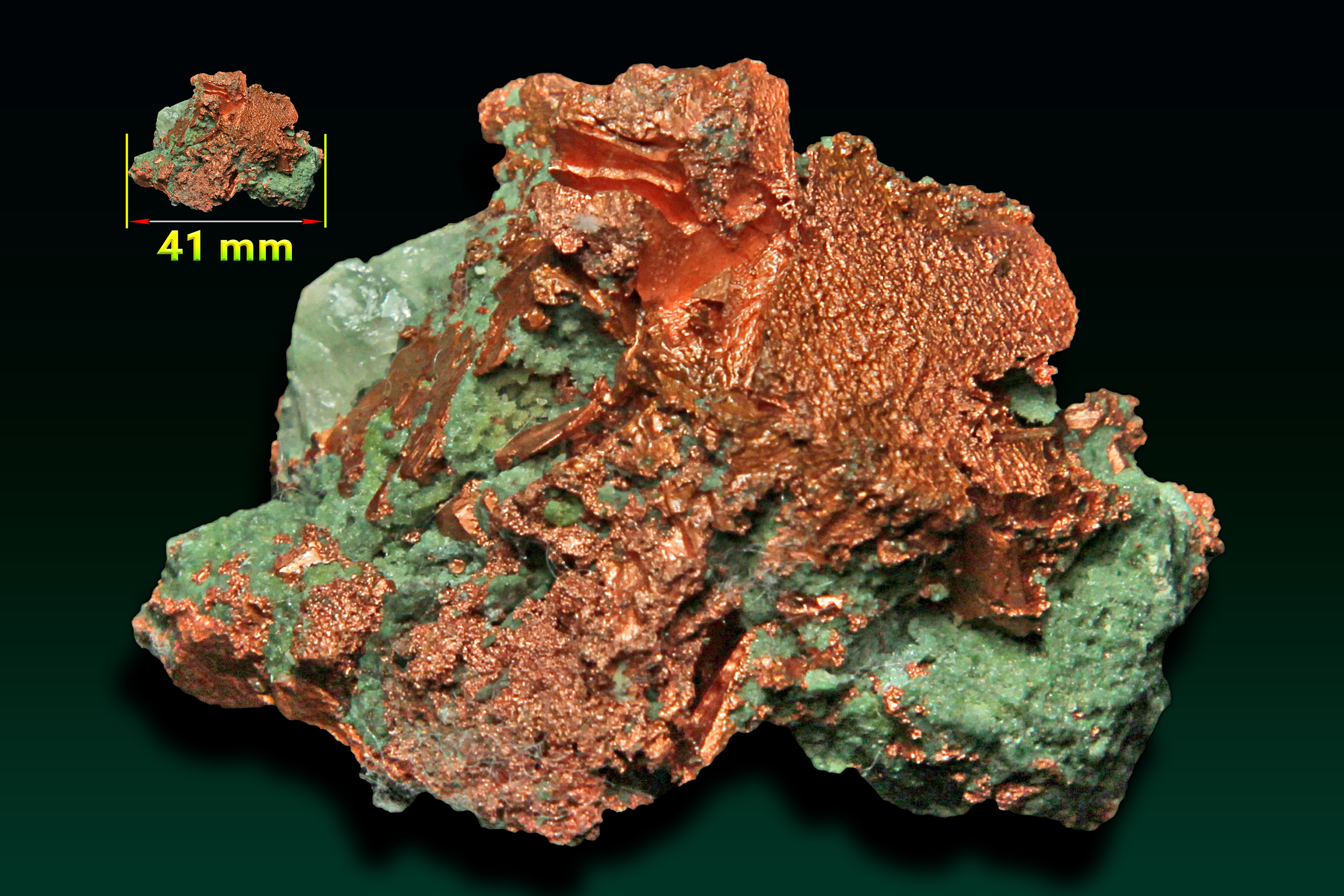
Miedź rodzima - Półwysep Keweenaw, stan Michigan, USA.

Miedź rodzima – rzadko spotykany minerał, w skład którego wchodzi prawie czysta miedź.

## Właściwości miedzi rodzimej
Niezmiernie rzadko tworzy kryształy (ośmio-, dwunastościenne: inne kryształy są jeszcze rzadsze). Zazwyczaj występuje w formie skupień zbitych, ziarnistych, dendrytycznych, blaszkowych lub przypominających druciki. Tworzy także niewielkie wpryśnięcia w skałach. Ma zdolność tworzenia pseudomorfoz po innych minerałach. Jest izoelektronowa ze srebrem i złotem.
Jest nieprzezroczysta, jedynie cienkie blaszki przeświecają na zielono. Jest kowalna, strugalna i ciągliwa. Miedź rodzima zawiera niewielkie domieszki srebra, bizmutu, arsenu, antymonu.

## Występowanie miedzi rodzimej
Jest minerałem bardzo rzadkim, który można spotkać w skałach magmowych, wylewnych gdzie tworzy się najczęściej jako minerał wtórny, który wypełnia szczeliny i pęcherze pogazowe – w melafirach, bazaltach, porfirach.
Powstaje w wietrzejących złożach siarczków miedzi oraz w skałach osadowych – piaskowcach, zlepieńcach, łupkach marglistych.
Występuje w strefach utleniania minerałów kruszcowych w towarzystwie malachitu, azurytu, kuprytu.
Miejsca występowania: USA – okolice Jeziora Górnego (największe złoża na świecie; w 1857 r. znaleziono tu bryłę miedzi rodzimej o masie 420t), Arizona, New Jersey, Australia – Broken Hill, Mount Isa, Chile, Meksyk, Boliwia, Rosja, Kazachstan, Namibia, Niemcy, Włochy, Hiszpania, Wielka Brytania, Czechy, Węgry.
W Polsce – miedź rodzimą stwierdzono w Górach Świętokrzyskich i na Dolnym Śląsku.